# (3468) Urgenta
(3468) Urgenta (1975 AM) – planetoida z pasa głównego asteroid okrążająca Słońce w ciągu 5,25 lat w średniej odległości 3,02 j.a. Odkrył ją Paul Wild 7 stycznia 1975 roku.